# Rdeči volk
Rdeči volk (znanstveno ime Cuon alpinus), poznan tudi kot azijski divji pes ali gorski volk, je dokaj socializirana žival, ki živi v krdelih.

## Način življenja
Čeprav ima rdeči volk rajši hribovita gozdna področja, pa lahko preživi tudi v območjih kjer ni gozda. Rdeči volk lahko od vseh družinskih članov skupine Canidae, živi v najrazličnejših klimatski pogojih; lahko prenaša mraz kot tudi tropsko vročino.
Krdela rdečega volka sestavljajo člani ene družine ali med sabo več povezanih družin. Včasih, ko še njegov plen ni bil tako redek, so ostali nekaj časa na enakem mestu. Danes so revirji rdečega volka bistveno večji, ker pri iskanju plena prehodijo mnogo poti. V času zime ima velike težave s skrivališčem in prehrano. V gozdu ga hitro odkrijejo ljudje po sledovih v snegu in ga ubijejo, saj se bojijo napadov na domačo živino.

## Hrana in lov
Pravi rdeči volk se rad prehranjuje z velikimi kopitarji. V Indiji je  to jelen sambar in aksis,  divji prašiči in bivoli; v južno vzhodni Aziji žre, razen jelenov še gavre in bantuide; v Sibiriji pa divje ovce in karibuje.
Pravi rdeči volk je neutrudljiv lovec in svoj plen vztrajno zasleduje več kilometrov, dokler plen ni izčrpan in ga premaga.
Nekaj živali iz krdela zamoti plen tako, da ga grizejo po gubcu in glavi, medtem ko ga drugi napadajo. Ko je plen pokončan, ga celo krdelo požre.
Na področjih, kjer plen ni vedno na istem mestu, mu rdeči volk sledi. Poleti živi v gorskem svetu Sibirije, pozimi pa zasleduje karibuja v nižje ležeče področje tajge.

## Razmnoževanje
Pravi rdeči volk nima posebnega časa parjenja, v južnih predelih njegove razširjenosti. Bolj severno pa se praviloma pari v pozni zimi, mladiči pridejo na svet med februarjem in aprilom.
V času parjenja si samička naredi ležišče v jami, pod skalnato ploščo ali v kakšnem drugem brlogu, pogosto z drugimi samičkami skupaj. Ko je samička pripravljena na parjenje jo samec neprestano zasleduje, pri čemer izpušča stokajoče glasove, tako dolgo dokler se parjenje ne izvrši. Mladiči se 60 dni kasneje skotijo popolnoma slepi in z mehkim, rjavo rumenim kožuhom. Mladiči hitro odrastejo.
Po preteku enega meseca plahi mladiči začasno zapustijo mater. Šest tednov pozneje so že bolj samostojni. Mladič so v času odraščanja v veliki nevarnosti, vendar pa dobro zaščiteni, saj jih varuje kar celo krdelo rdečih volkov. Zato tudi nimajo težav s potomci in ohranitvijo vrste.